# 横手市立朝倉小学校
横手市立朝倉小学校（よこてしりつ あさくらしょうがっこう）は、秋田県横手市睦成にある公立小学校。

## 概要
現行の朝倉小学校は、杉沢小学校との統合によって1983年（昭和58年）に新生・朝倉小学校として誕生したもので、現行の校舎もこの杉沢小学校との統合の際に移転・新築されたものである。所在地が同市朝倉町でないにもかかわらず「朝倉」を校名に冠するのは、かつてこの一体が平鹿郡朝倉村であったことに由来する。
校舎は、1981年（昭和56年）7月10日に起工、1982年（昭和57年）9月9日に竣工した。設計は西原研究所（本社：東京都）で 、これまでの校舎とは異なる近代的な校舎として建築された。中央には廊下兼多目的スペースとなる通路があり、教室棟・管理棟・体育館をその左右に設置し、一体的に連結する構造を取った。また扇型の体育館や、4面に時計を持つ時計台が設置されているなど、多くの特色を持つ校舎となっている。
校章は、1983年の新生・朝倉小学校開校に合わせて公募され、当時鳳中学校に通っていた生徒（本校の卒業生でもある）のデザインが採用された。デザインは、朝倉小学校の頭文字である「A」の中央に、杉沢小学校をイメージした「杉」を表した小さな三角形があるものである。

## 沿革

### 略歴
朝倉小学校の前身となるのは、明治期に発された学制によって1875年5月1日に開校、1876年8月11日に認可された「粛雝（しゅくよう）学校」であり、下八丁学校の分校から独立して誕生した。後に朝倉小学校へ統合されることになる「杉沢小学校」の前身である「杉沢学校」も同時期である1874年12月25日に認可されている。粛雝学校は八幡村に設置され、近隣の静町村や関根村の児童も通学した。
1883年3月には関根学校と統合し、同年11月3日に「石町小学校」を設置、同時に新坂分校を設置した。1887年には校舎を八幡村から睦成村碇へ移転し、校名も「睦成尋常小学校」となった。1889年4月1日の町村制の施行により、朝倉村が発足。同時に一町村一小学校とする学校再編が行われ、睦成尋常小学校は簡易科へ変更、「睦成簡易小学校」と改称した。また杉沢学校を前身とする「杉沢分教場」を設置した。
1902年には高等科を併置するが、尋常科六年制による義務教育年限の延長により高等科廃止の傾向が生まれ、他の農村地域の小学校（旭・境町など）と同様に1908年3月に高等科廃止を申請した。1917年3月に再度高等科の併置を申請した。
1930年に現在はあさくら館（朝倉地区交流センター）となっている地に校舎を新築。明治期以来の官衙建築を踏襲したモダンな作りで、各地より視察が訪れるなどした。1933年4月15日には朝倉村が横手町に編入したことにより「朝倉尋常小学校」と改称し、高等科の児童は横手高等小学校へ転校した。
第二次世界大戦が勃発し、国民学校令が公布された1941年に「朝倉国民学校」へ改称。戦後の学制改革により1947年に「横手町立朝倉小学校」と改称。1951年4月1日には市制施行により横手市が発足、「横手市立朝倉小学校」と改称した。
1970年代に入り、朝倉地区の朝倉・杉沢の2小学校は統合が検討されるようになった。校舎の老朽化と児童数減少が進んでいた杉沢小、急速に進んだ宅地化により児童数が増え、校舎が手狭になっていた朝倉小の両校は、かねてより地域から統合を求める声が上がっていた。1977年には横手市教育委員会から両校に統合案を提出。1979年には「朝倉・杉沢小統合校舎建設委員会」が結成され、市による学校統合を後押しした。ただ、市は用地交渉に難航し、横手北小（初代）との3校統合など案も出たが、児童数が多くなりすぎることから、1980年には朝倉・杉沢の2校での統合が決定した。1983年に朝倉・杉沢小の統合が実現し新生・朝倉小学校が誕生、校舎も現行のものとなった。校舎移転後、元の校舎は横手図書館建て替え中の繋ぎとして一時的に図書館機能が入り、1年ほど図書館としての役割を担った。旧校舎の跡地にあさくら館が建てられたのは2002年のことで、旧校舎のモダンな雰囲気を踏襲している。
一度は見送られた横手北小との統合だが、1997年に児童数減少に伴う通学区域再編のために横手北小は朝倉小へ編入された。編入後、横手北小の跡地には1999年に横手城南高校の新校舎が移転・新築された。
2016年に横手北中の隣接地（横手市八幡）に境町小・黒川小・金沢小の統合校である横手北小（2代目）が開校。朝倉小の一部学区が横手北小の学区へと再編された。これにより、児童数は416名から338名へと減った。

### 年表

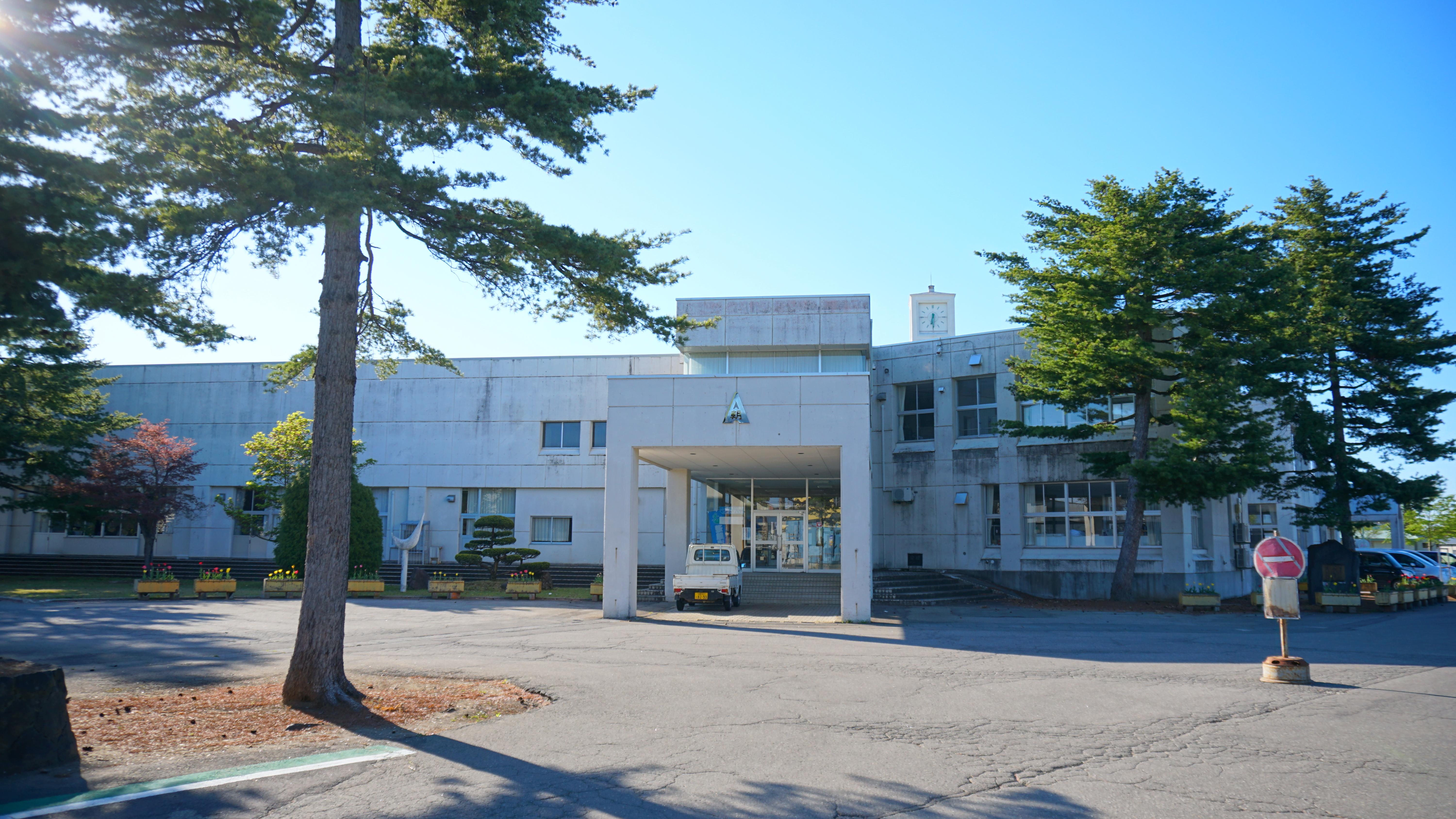
校舎外観（校門から）

以下、注釈の無い項目は学校の公式サイトの情報によるもの。
- 1875年5月1日 - 前身となる「粛雝学校」が、現在の八幡神社跡に開校。
- 1883年11月3日 - 粛雝学校・関根学校を併合し、「石町小学校」へ統合。
- 1887年 - 「睦成尋常小学校」と改称し、睦成村碇に校舎を移転。杉沢分教場を設置[14]。
- 1889年4月1日 - 町村制の施行により朝倉村が発足し、「朝倉尋常小学校」と改称。
- 1902年 - 高等科を併設し、「朝倉尋常高等小学校」と改称。
- 1930年11月2日 - 新校舎落成式挙行。場所は現在のあさくら館。
- 1933年4月15日 - 町村合併により「朝倉尋常小学校」と改称。
- 1941年4月1日 - 国民学校令により「朝倉国民学校」と改称。
- 1947年4月1日 - 学校教育法（現行法）により「横手町立朝倉小学校」と改称。
- 1950年4月1日 - 杉沢分教場が独立し、横手町立杉沢小学校となる[14]。
- 1951年4月1日 - 市制施行により横手市が発足し「横手市立朝倉小学校」と改称。
- 1981年7月10日 - 杉沢小学校との統合校舎の建設に着工[5]。
- 1982年
  - 9月9日 - 統合校舎が竣工[5]。
  - 11月30日 - 杉沢方面からの児童の通学のための「大鳥井橋」が竣工[5]。
- 1983年
  - 1月27日 - 新生朝倉小学校の校章と校歌を制定[5]。
  - 3月 - 統合校舎の竣工式を挙行[5]。
  - 4月1日 - 杉沢小学校と統合し現在の校舎へ移転、新生朝倉小学校として開校[30]。校章、児童会の歌を制定[8][31]。
- 1996年 - コンピュータ室棟を増築[32]。
- 1997年4月1日 - 横手北小学校（初代）を編入統合[30]。
- 2009年 - 合言葉「今日もいい顔」スタート。
- 2016年4月1日 - 横手北小学校（2代目）が開校し、一部の学区が吸収される[33]。
- 2024年11月29日 - 校舎の大規模改修工事が竣工[34]。

### 児童数の変遷
| 年                 | 児童数 |
| ------------------ | ------ |
| 1892年（明治25年） | 70     |
| 1902年（明治35年） | 199    |
| 1912年（明治45年） | 284    |
| 1916年（大正5年）  | 348    |
| 1921年（大正10年） | 412    |
| 1926年（大正15年） | 451    |
| 1930年（昭和5年）  | 528    |
| 1935年（昭和10年） | 565    |
| 1940年（昭和15年） | 611    |
| 1945年（昭和20年） | 583    |
| 1950年（昭和25年） | 464    |
| 1952年（昭和27年） | 409    |
| 1957年（昭和32年） | 493    |
| 1962年（昭和37年） | 505    |
| 1967年（昭和42年） | 352    |
| 1972年（昭和47年） | 262    |
| 1977年（昭和52年） | 383    |
| 1980年（昭和55年） | 422    |
| 1985年（昭和60年） | 543    |
| 1989年（平成元年） | 536    |
| 1993年（平成5年）  | 494    |
| 1999年（平成11年） | 601    |
| 2003年（平成15年） | 485    |
| 2008年（平成20年） | 455    |
| 2014年（平成26年） | 436    |

## 校歌
- 作詞：竹内瑛二郎
- 作曲：小野崎孝輔

歌詞などは学校の公式サイトを参照。

### 児童会の歌
- 作詞：朝倉小学校児童会（昭和58年度）
- 作曲：古屋保重

校歌の他に、児童会の歌というものが制定されている。1983年に杉沢小学校と統合し、新生朝倉小学校が始まった際に制定されたもので、当時の児童会が作詞を、古屋保重が作曲を行っている。

### 旧校歌
新生朝倉小学校として開校する以前の2校の校歌である。
（旧）朝倉小学校校歌
- 作詞：竹内瑛二郎
- 作曲：小野崎晋三

杉沢小学校校歌
- 作詞：竹内瑛二郎
- 作曲：小野崎晋三

## 通学区域
- 城山町、本町、蛇の崎町、二葉町、城西町、幸町、大鳥町、新坂町、台所町、明永町、平城町、朝倉町、追廻、杉沢の全域[40]
- 梅の木町の一部（1番～11番、13番11号～25号、14番12号～27号）[40]
- 横手町の一部（字下真山・字大樋、字上真山の国道13号より東側の地域）[40]
- 睦成の横手南小学校学区および横手北小学校学区を除く地域[40]
- 杉目、八幡の横手北小学校学区を除く地域[40]

## 進学先中学校
- 横手市立横手北中学校 - 主な進学先[41]

## 周辺
- 朝倉地区交流センター（あさくら館）
- 大鳥井山遺跡
  - 大鳥公園
  - 大鳥井山神社
- 横手市公文書館

## アクセス
- 横手市循環バス 朝倉小学校前バス停から徒歩で2分。
- 横手市循環バス、羽後交通 横手大曲線・上台線 幸町バス停から徒歩で10分。
- 東日本旅客鉄道（JR東日本） 奥羽本線・北上線 横手駅から徒歩で20分。

## 著名な卒業生
- 長岡杏子（アナウンサー）
- 向川桜子（アルペンスキー選手）
- 村上良子（紬織作家）